# 胡端 (正統進士)
胡端（1398年—？），字方正，江西吉安府吉水縣人，民籍。明朝政治人物。進士出身。

## 生平
江西鄉試第四十名。正統十年（1445年）乙丑科會試第八十八名，殿試登進士第三甲第八十二名。

## 家族
曾祖父胡觀善。祖父胡履信。父亲胡能安。